# Ridgeville Corners
Ridgeville Corners – jednostka osadnicza w Stanach Zjednoczonych, w stanie Ohio, w hrabstwie Henry.